# ایونیا (کانزاس)
ایونیا (به انگلیسی: Ionia) یک منطقهٔ مسکونی در ایالات متحده آمریکا است که در کانزاس قرار دارد. ایونیا ۴۶۹ متر بالاتر از سطح دریا واقع شده‌است.